# Nakamura Satoru
Nakamura Satoru est un nom japonais traditionnel ; le nom de famille (ou le nom d'école), Nakamura, précède donc le prénom (ou le nom d'artiste).
Le baron Nakamura Satoru (中村 覚) (18 mars 1854 - 29 janvier 1925) est un général de l'armée impériale japonaise qui fut l'aide-de-camp de l'empereur Taishō.

## Biographie
Second fils d'un samouraï du domaine de Hikone (actuelle préfecture de Shiga), Nakamura rejoint la nouvelle armée impériale japonaise en 1871. Il est promu caporal en novembre 1873 et étudie à l'académie de l'armée impériale japonaise. Il est nommé sous-lieutenant en novembre 1874 et combat comme officier de la 2e brigade durant la rébellion de Satsuma de 1877. Il est assigné à l'État-major de l'armée impériale japonaise en mars 1879. Après sa promotion de major en mai 1886, il devient commandant de bataillon dans le 10e régiment d'infanterie. Il est nommé membre de l'État-major de la 1re division en mai 1888. Il sert comme instructeur à l'école militaire impériale du Japon à partir de décembre 1899. En avril 1891, il sert dans l'État-major de la 5e division.
Nakamura est nommé aide de camp du prince héritier (le futur empereur Taishō) en décembre 1891. Il est promu lieutenant-colonel en septembre 1892. Durant la première guerre sino-japonaise, il sert comme aide de camp de l'empereur à partir d'octobre 1894 et est promu colonel en décembre de la même année. En avril 1897, il reçoit le commandement du 46e régiment d'infanterie qui est stationné comme force de garnison à Taïwan. Il est promu major-général en septembre 1899. En avril 1900, il devient chef d'État-major du bureau militaire du gouverneur-général de Taïwan.
En mars 1902, Nakamura est assigné comme commandant de la 2e brigade qui est déployée en Mandchourie en mars 1904 au sein de la 3e armée japonaise au début de la guerre russo-japonaise. L'unité se distingue à la bataille de Nanshan. Durant le siège de Port-Arthur, Nakamura mène une attaque en première ligne par trois fois sur les fortifications russes. Il est lui-même blessé durant l'assaut de la nuit du 26 novembre 1904 durant lequel il perd son unité de 4 500 hommes totalement détruite sans résultats significatifs.
En janvier 1907, Nakamura devient commandant de la 15e division. En septembre 1907, il reçoit le titre de baron (danshaku) selon le système de noblesse kazoku. En décembre 1908, il est de nouveau l'aide de camp de l'empereur. En septembre 1914, il est le résident-général du Guandong. En janvier 1915, il est promu général. Durant la Première Guerre mondiale, il est nommé au conseil de guerre suprême en 1917. À sa mort, il est décoré du grand cordon de l'ordre du Soleil levant à titre posthume.